# フォトCD

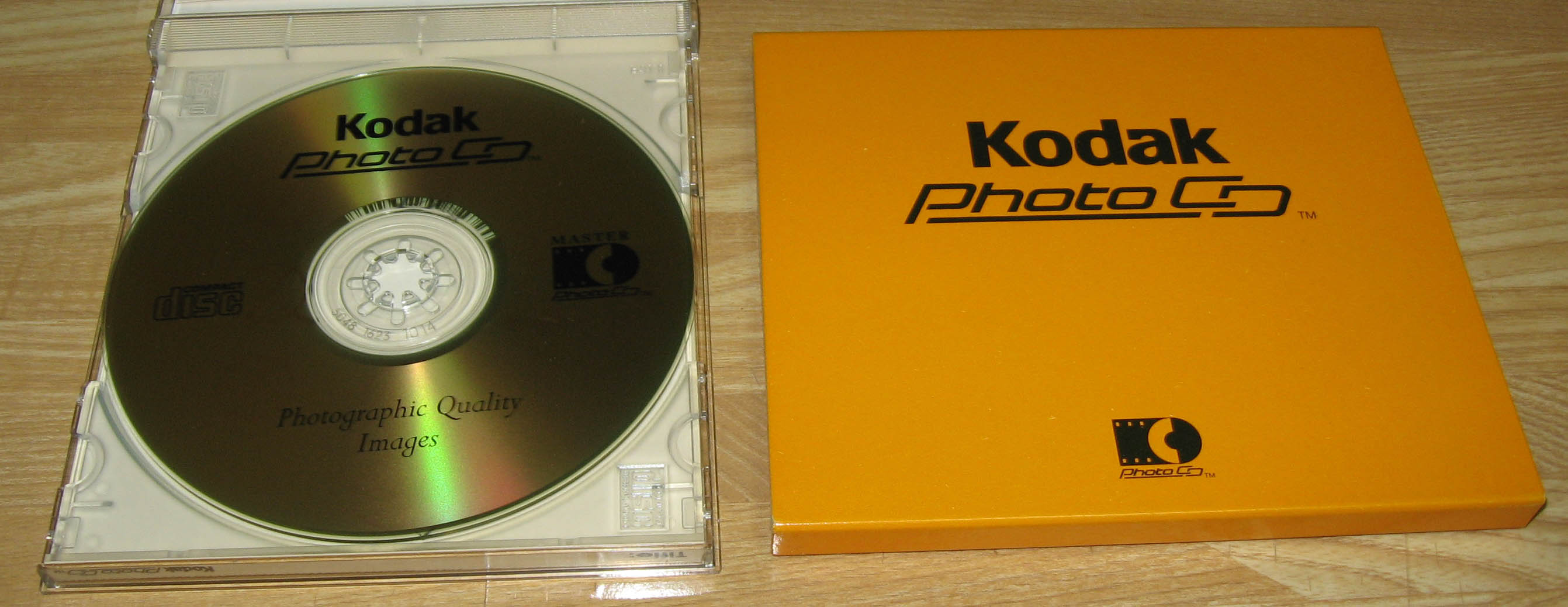
フォトCD

フォトCD (ふぉとしーでぃー , Photo CD) は1992年に米イーストマン・コダック社が蘭フィリップス社と共同で策定した、写真をデジタル化してCDに収めるシステム、およびそのシステムで作られたCD。

## 仕様
1枚のCDに約100枚の画像を保管することができ、画像はコダック独自の符号化方式でデジタル化されている。フォトCDはCDフォーマット仕様書のうち「ベージュ・ブック」で定義されており、CD-ROM XA およびCD-iブリッジ仕様に準拠している。OSに依存することなく、ソフトウェアさえ対応していれば、CD-iプレーヤー、フォトCD再生機、ゲーム機、パソコンなど様々なプラットフォームで再生することが可能である。ただし、追記するタイプのCDであるため、CD-ROMドライブがマルチセッションに対応している必要がある。フォトCDに写真を記録するにはネガフィルムをDPEショップに持ち込む必要があり、現像済みの写真（印画紙）から書き込むことは出来ない。CD内の写真はコダック準拠の印刷機器で写真として出力可能である。

## 普及
運用開始当時、CD-ROMの普及率が低かったこと、スキャナの価格が急速に下がったこと、符号化方式がコダックの特許に依存するものであったことなどから一般には普及しなかった。しかし、フォトCD以前にフィルムをデジタル化するにはネガをリールスキャンする非常な高価なシステムしかなかったため、安価に写真をデジタル化できるこのシステムは、プロの写真家から一定の評価を得た。また、日本では1990年代後半にデジタル写真集（特にグラビアアイドルをモデルにしたもの）のメディアとしてフォトCDが使われたことがあった。
フォトCDには今でもニッチな需要が存在するが、コダックは現在「Picture CD」をその代替システムとして提示している。フォトCD用ディスクはコダックのフォトCDサイトにリンクされているベンダーから今でも入手可能である。ベンダーによってはフォトCD標準に合致しないディスクを「フォトCD用」として扱っているところもあり、注意が必要である。

## 解像度
フォトCDには1枚の写真につき、同時に5種類 (Base/16〜16 Base) の解像度で記録される。当初、印刷時の最大解像度は2048×3072だったが、プロ用の規格として、4096×6144ピクセルでの保存方式が追加された（プロフォトCD）。
| タイプ  | 解像度      | 解像度 | ファイルサイズ | 主な用途                                                |
| タイプ  | (px × px)   | (Mpx)  | (MiB)          | 主な用途                                                |
| ------- | ----------- | ------ | -------------- | ------------------------------------------------------- |
| Base/16 | 128 × 192   | 0.025  | 0.07           | プレビュー (インデックスプリント, サムネイル)           |
| Base/4  | 256 × 384   | 0.098  | 0.28           | ウェブ                                                  |
| Base    | 512 × 768   | 0.393  | 1.13           | PC画面, テレビ, ウェブ                                  |
| 4 Base  | 1024 × 1536 | 1.573  | 4.50           | HDTV画面                                                |
| 16 Base | 2048 × 3072 | 6.291  | 18.00          | 印刷 20 x 30 cm                                         |
| 64 Base | 4096 × 6144 | 25.166 | 72.00          | プロ用印刷, プリプレス, デジタルアーカイブ (オプション) |

## フォトCDを再生可能なゲーム機
- 3DO
- PC-FX
- セガサターン -「フォトCDオペレーター」や「ツインオペレーター」等の拡張カードが必要。